# Céline Sallette
Céline Sallette (nacida el 25 de abril de 1980 en Burdeos, Francia) es una actriz francesa.

## Biografía
Sallette nació en 1980 en la ciudad de Burdeos, en el sudoeste de Francia. En 1999 logró un Diploma de Estudios Universitarios Científicos y Técnicos en artes del espectáculo, y en 2000 una Licenciatura en Estudios Teatrales. Más tarde, en 2002, realizó una pasantía en el Théâtre du Soleil de Ariane Mnouchkine. Entre 2003 y 2006 concluyó sus estudios en el Conservatorio Nacional Superior de Artes Dramáticas de París.

## Carrera

### Cine
| Cine | Cine                 | Cine             | Cine         |
| Año  | Película             | Papel            | Notas        |
| ---- | -------------------- | ---------------- | ------------ |
| 1996 | Les trois manteaux   |                  | Cortometraje |
| 2005 | Les Amants Réguliers |                  |              |
| 2006 | Meurtrières          | Lizzy            |              |
| 2006 | Marie Antoinette     | Dama de compañía |              |
| 2007 | La chambre des morts | Annabelle        |              |
| 2008 | Le grand alibi       | Marthe           |              |
| 2009 | La grande vie        | Aurélia          |              |
| 2010 | Le mystère           | Sophie           |              |
| 2010 | Más allá de la vida  | Secretaria       |              |
| 2010 | Femme de personne    | Hermanastra      | Cortometraje |
| 2011 | Avant l'aube         | Julie Couvreur   |              |
| 2011 | Casa de tolerancia   | Clotilde         |              |
| 2011 | Un été brûlant       | Élisabeth        |              |
| 2011 | Dans la tourmente    | Laure            |              |
| 2012 | Ici-bas              | Luce             |              |
| 2012 | De óxido y hueso     | Louise           |              |
| 2012 | Le capital           | Maud Baron       |              |

2016 [[]]Alto el fuego{{{}}}

### Televisión
| Televisión | Televisión         | Televisión    | Televisión       |
| Año        | Serie              | Papel         | Notas            |
| ---------- | ------------------ | ------------- | ---------------- |
| 2007       | Chez Maupassant    |               | 1 episodio       |
| 2008       | Figaro             | Suzanne       |                  |
| 2009       | L'école du pouvoir | Laure de Cigy | Película para TV |
| 2010       | Frères             | Juliette      | Película para TV |
| 2012       | Les Revenants      | Julie         | 8 episodios      |

### Teatro
| Teatro | Teatro                                  | Teatro | Teatro |
| Año    | Obra                                    | Papel  | Notas  |
| ------ | --------------------------------------- | ------ | ------ |
| 2000   | Nos nuits auront Raison de nos Jours    |        |        |
| 2000   | El sueño de una noche de verano y Otelo |        |        |
| 2001   | Nos nuits auront Raison de nos Jours    |        |        |
| 2002   | Terminus                                |        |        |
| 2008   | Après la répétition                     |        |        |

## Premios y nominaciones
- 2012: Prix Lumière a la revelación femenina por Casa de tolerancia.
- 2012: nominada al César a la revelación femenina por Casa de tolerancia.